# Уилсон-Харди, Эми
Эми Уилсон-Харди (англ. Amy Wilson-Hardy, родилась 13 сентября 1991 года в Пуле) — английская регбистка, играющая на позиции центра (центровой) и винга (крыльевой) за клуб «Бристоль», сборные Англии по регби-15 и регби-7.

## Биография
Окончила Вортингскую школу Богоматери Сионской и колледж Вортинг, а также Батский университет (инженер по образованию). Выступает за «Бристоль» в Премьер-Лиге. В составе сборной Англии по регби — серебряный призёр чемпионата мира 2017 года.
В составе женской сборной Великобритании выступала на летних Олимпийских играх 2016 года, отметившись попытками на групповом этапе в матчах против Японии и Канады, но заняла с командой 4-е место. Со сборной Англии по регби-7 играет на этапах Мировой серии.